# 楊小坑

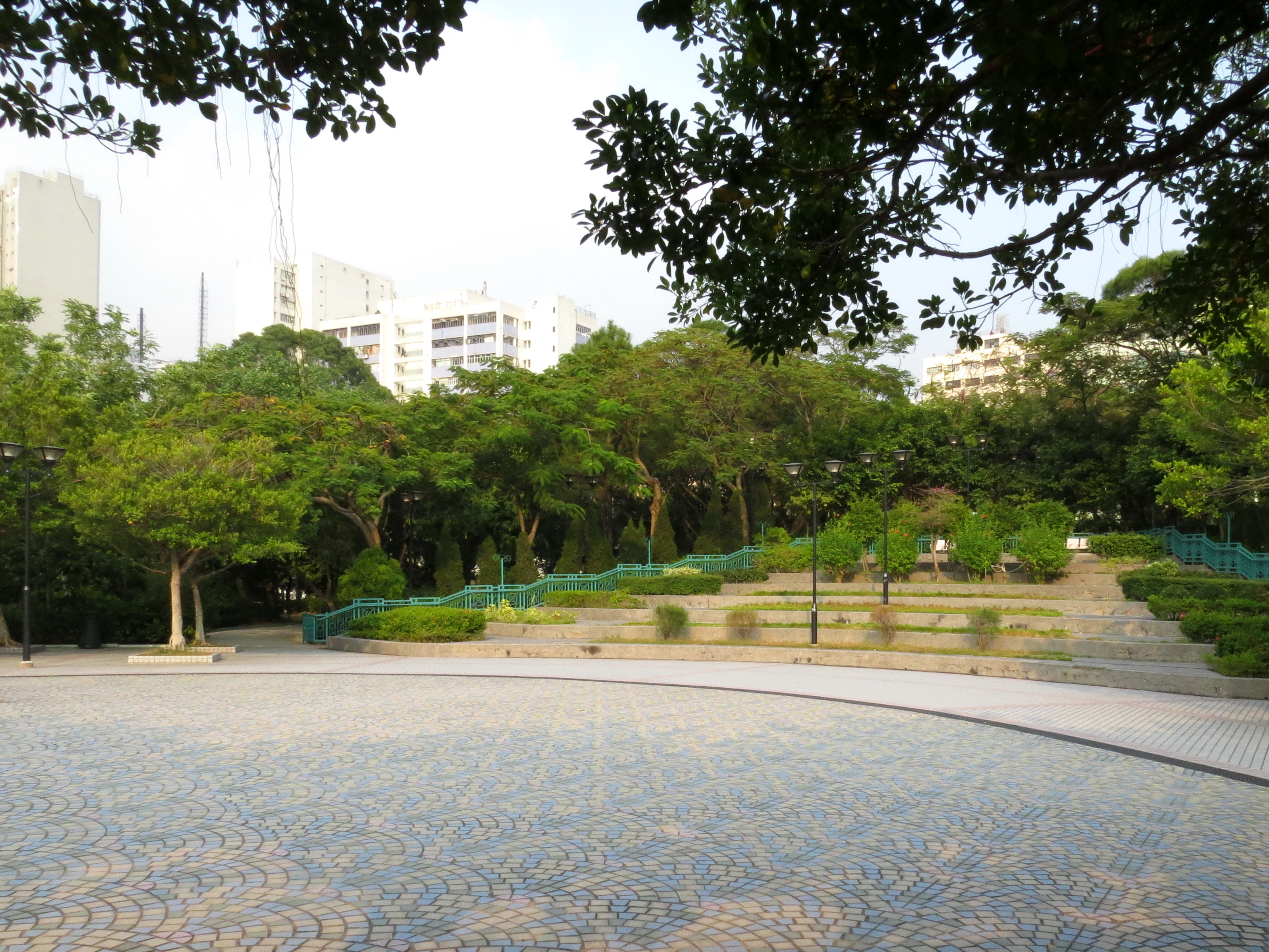
楊小坑錦簇花園

楊小坑是香港新界屯門區一個地方，位於屯門河西岸、青山東麓，屯門工業區西南。
楊小坑原稱羊水坑，得名原因是當地有溪流好像羊腸般蜿蜒而下。
當地的楊小坑村是客家原居民村落，居民包括邱姓、陳姓、鍾姓、俞姓、萬姓、蔡姓、曾姓、彭姓、廖姓等等，昔日以務農為生，直到1970年代政府發展屯門新市鎮而收回農田為止。

## 區內主要建築
- 楊小坑錦簇公園
- 山景邨
- 香港專業教育學院屯門分校
- 聖彼得堂

## 附近車站
山景南站